# 天神川 (三重県)
天神川（てんじんがわ）は、三重県津市を流れる二級水系相川の支流である。野田池に源を発し、城山を流れ相川に注ぐ二級河川である。
ブラックバスやコイ、フナなどが住んでいる。